# Socjaldemokracja Rzeczypospolitej Polskiej
Die Sozialdemokratie der Republik Polen (pl. Socjaldemokracja Rzeczypospolitej Polskiej, SdRP) war von 1991 bis 1999 die größte sozialdemokratische Partei in Polen.
Die SdRP wurde im Januar 1990 von Mitgliedern der aufgelösten PZPR gegründet. Seit 1991 war sie die führende Kraft in der linken Sammlungsbewegung SLD. 1999 löste sich die SdRP auf. Ihre Mitglieder wurden von der als reguläre Partei gegründeten SLD übernommen. 

## Parteivorsitzende der SdRP
- 1990–1995: Aleksander Kwaśniewski
- 1996–1997: Józef Oleksy
- 1997–1999: Leszek Miller